# 檜山健太郎的懷孕
《檜山健太郎的懷孕》是由日本漫畫家坂井惠理創作的女性漫畫，於2012年17號至同年23號在《BE·LOVE》連載。續篇《檜山健太郎的懷孕 育兒篇》於2019年9月至2020年10月在同誌連載。

## 出版書籍
| 卷數 | 講談社        | 講談社                 |
| 卷數 | 發售日期      | ISBN                   |
| ---- | ------------- | ---------------------- |
| 1    | 2013年1月11日 | ISBN 978-4-06-380374-7 |

| 集數 | 講談社        | 講談社                 |
| 集數 | 發售日期      | ISBN                   |
| ---- | ------------- | ---------------------- |
| 上   | 2021年6月11日 | ISBN 978-4-06-518768-5 |
| 下   | 2021年6月11日 | ISBN 978-4-06-521235-6 |

## 電視劇
改編電視劇《檜山健太郎懷孕了》於2022年4月21日Netflix全球上線，由齋藤工主演，IMDb評價未滿2顆星，1星差評率高達90%以上，Rotten Tomatoes觀眾新鮮度不到20%。

### 演員列表
- 檜山健太郎：齋藤工[6]
- 瀨戶亞季：上野樹里[6]

### 製作團隊
- 原作：坂井惠理《檜山健太郎的懷孕》
- 導演：箱田優子、菊地健雄
- 劇本：山田能龍、岨手由貴子、天野千尋
- 執行製作人：高橋信一
- 製作人：間宮由玲子（東京電視台）、太田勇（東京電視台）、平林勉（AOI Pro.）
- 企劃、製作：東京電視台
- 製作協力：AOI Pro.

## 外部連結
- 《檜山健太郎的懷孕》官方網站 （页面存档备份，存于） - 講談社 （日語）
- 《檜山健太郎的懷孕 育兒篇》官方網站 （页面存档备份，存于） - 講談社 （日語）
- 在Netflix上觀看《檜山健太郎的懷孕》